# Samsung Galaxy A33 5G

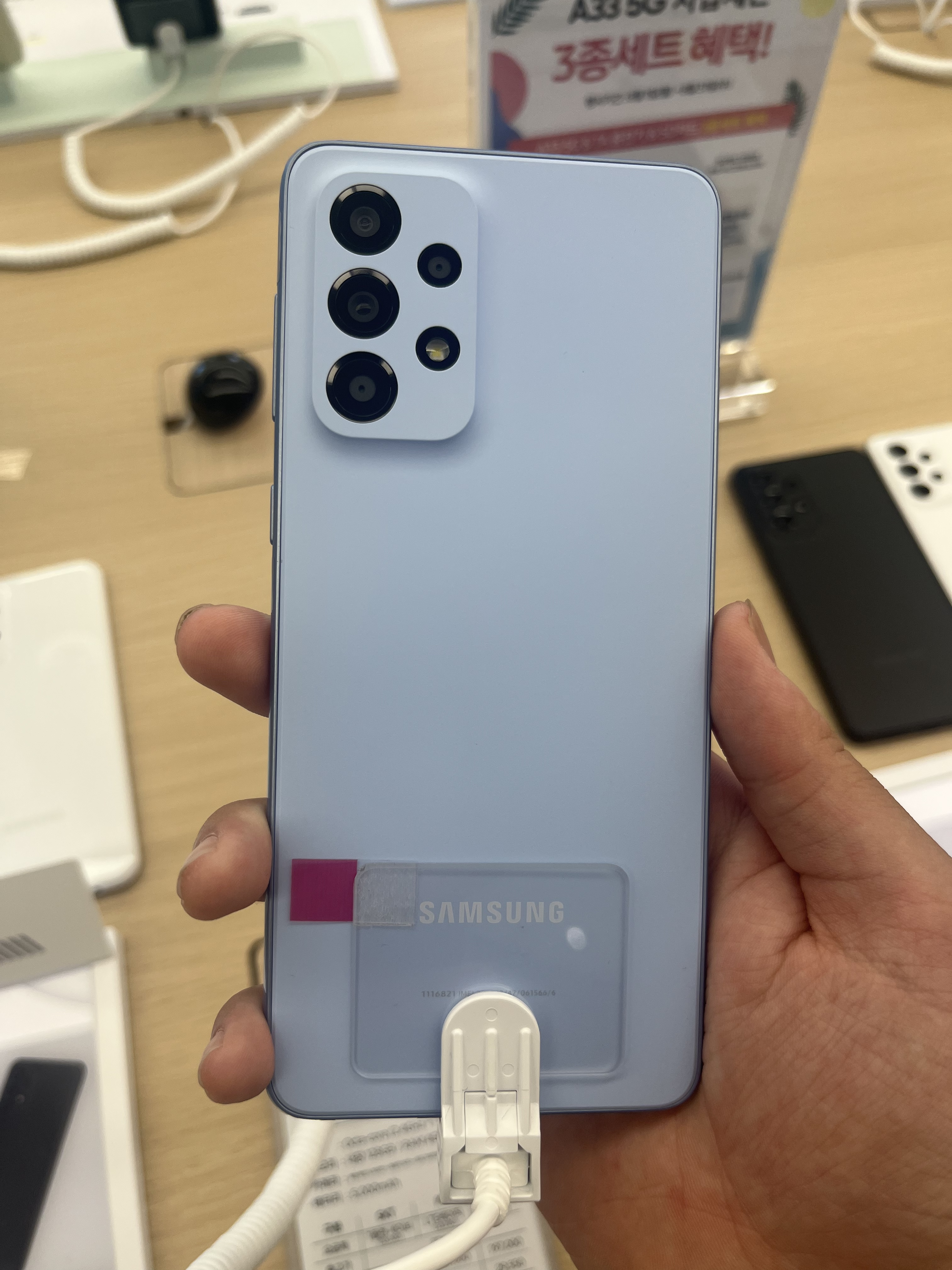
Задняя часть Samsung Galaxy A33 5G

Samsung Galaxy A33 5G — это смартфон среднего класса на базе Android, разработанный и производимый Samsung Electronics в рамках серии Galaxy A. Телефон был анонсирован 17 марта 2022 года на мероприятии Samsung Galaxy Unpacked вместе с Galaxy A53 5G и Galaxy A73 5G.

## Дизайн

### Задняя часть Samsung Galaxy A33 5G
Экран выполнен из стекла Corning Gorilla Glass 5. Задняя панель и бока выполнены из матового пластика.
Задняя часть смартфона аналогична Samsung Galaxy A53 5G и Samsung Galaxy A73 5G. Galaxy A33, в отличие от Galaxy A32, не имеет 3,5-мм аудиоразъёма. Также Galaxy A33 имеет защиту от влаги и пыли по стандарту IP67.
Снизу находятся разъём USB-C, динамик и микрофон. Второй микрофон расположен сверху и, в зависимости от версии, слот для 1 SIM-карты и карты памяти microSD до 1 ТБ или гибридный слот для 2 SIM-карт. На правом торце расположены кнопки громкости и кнопка блокировки смартфона.
Смартфон продаётся в 4 цветах: чёрном (Awesome Black), белом (Awesome White), синем (Awesome Blue) и оранжевом (Awesome Peach).

### Название цвета
- Awesome Black
- Awesome White
- Awesome Blue
- Awesome Peach

## Технические характеристики

### Аппаратное обеспечение
Galaxy A33 5G — это смартфон с форм-фактором планшета, размером 159,7 × 74 × 8,1 мм и весом 186 граммов.
Устройство оснащено модулями GSM, HSPA, LTE и 5G, двухдиапазонным Wi-Fi 802.A/b/g/n/ac с Bluetooth 5, поддержкой Wi-Fi Direct и поддержкой точки доступа.1 с A2DP и LE, GPS с BeiDou, Galileo, ГЛОНАСС и QZSS и NFC. Он имеет порт USB-C2.0. 3,5-мм аудиоразъём отсутствует. Он устойчив к воде и порошку с сертификацией IP67.
Он имеет сенсорный экран диагональю 6,4 дюйма, Super AMOLED Infinity-U-type, скруглённые углы и разрешение FHD+ 1080 × 2400 пикселей. Поддержка частоты обновления 90 Гц. В качестве защиты вы используете Gorilla Glass 5.
Литий-полимерный аккумулятор ёмкостью 5000 мАч не снимается пользователем. Поддерживает сверхбыструю зарядку на 25 Вт.
Чипсет представляет собой Samsung Exynos 1280 с восьмиугольным процессором (2 ядра по 2,4 ГГц + 6 ядер по 2 ГГц). Встроенная память типа UFS 2.2 составляет 128/256 ГБ с возможностью расширения с помощью microSD до 1 ТБ, а объём оперативной памяти составляет 6 или 8 ГБ (в зависимости от выбранной версии).
Задняя камера имеет основной датчик на 48 МП с отверстием f/1. D-SLR-Focus оснащён PDAF, OIS, режимом HDR и светодиодной вспышкой, способной записывать до 4K до 30 фотограмм в секунду, а фронтальная камера одинарная 13 Мп с возможностью записи.

### Программное обеспечение
Samsung Galaxy A33 5G поставляется с Android 12 и пользовательским интерфейсом One UI 4.1.
Затем телефон получил обновление до Android 13 Tiramisu с One UI 5.1.
В мае 2024 года A33 5G получил обновление до Android 14 Upside Down Cake с One UI 6.1.